# Walther Nernst
Walther Hermann Nernst (Briesen, 25 giugno 1864 – Zibelle, 18 novembre 1941) è stato un chimico tedesco.
Aiutò ad affermare il moderno campo della chimica fisica, contribuì all'elettrochimica, alla termodinamica, alla chimica dello stato solido e alla fotochimica. Egli è inoltre conosciuto per aver scoperto l'equazione di Nernst.

## Biografia
Nernst nacque a Briesen, Prussia (Regno di Prussia, odierna Wąbrzeźno in Polonia). Studiò fisica e matematica nelle Università di Zurigo, Berlino e Graz. Dopo un po' di lavoro a Lipsia, egli fondò l'Istituto di Chimica Fisica ed Elettrochimica a Gottinga. Nernst inventò, nel 1898, la lampadina di Nernst, una lampadina elettrica che usa una barretta di ceramica incandescente (il successore della lampadina a filamento di carbone e il precursore della lampada a incandescenza). Nernst fece ricerche sulla pressione osmotica e sull'elettrochimica. Intorno al 1906 egli stabilì un "teorema del calore", più tardi conosciuto come la terza legge della termodinamica (che descrive il comportamento della materia a temperature prossime allo zero assoluto).
Nel 1920 ricevette il premio Nobel per la chimica in riconoscimento per i suoi lavori nella termochimica. Nel 1924 diventò direttore del Physikalisch-Chemisches Institut a Berlino, posizione dalla quale si ritirò nel 1933. Nernst continuò a lavorare all'elettroacustica e all'astrofisica. Nel 1930 Nernst inventò un piano elettrico sostituendo la tavola sonora con un amplificatore radio. Il piano usava fonorivelatori per produrre elettronicamente il suono modificato e amplificato assomigliando a quello di una chitarra elettrica.